# سست‌میوه‌ها
سست‌میوه‌ها (نام علمی: Lytocaryum) نام یک سرده از تیره نخل است.